# جایزه نیکه
جایزه نیکه (زبان لهستانی: Nagroda Literacka „Nike") یک جایزه ادبی است که هر سال به یک نویسندهٔ در قید حیات اهدا می‌شود که به زبان لهستانی می‌نویسد و کتابش در سال پیش منتشر شده باشد. این جایزه که مهم‌ترین جایزهٔ برای ادبیات لهستان محسوب می‌شود، در سال ۱۹۹۷ توسط گازتا ویبورچا دومین روزنامهٔ بزرگ لهستان بنیان نهاده شد و مراسم اهدای آن هر سال در ماه اکتبر برگزار می‌شود.
همه ژانرهای ادبی از جمله مقالات غیرداستانی و زندگی‌نامه می‌توانند برای دریافت جایزه نیکه نامزد شوند. هر سال یک هیئت داوری ۹ نفره، برندهٔ جایزه را در یک فرایند سه مرحله ای انتخاب می‌کند. ۲۰ نامزد رسمی در ماه مه پذیرفته می‌شوند که از بین آنها هفت نامزد نهایی در ماه سپتامبر معرفی می‌شوند. تصمیم نهایی موکول به روز اهدای جایزه در ماه اکتبر می‌شود. این جایزه شامل مجسمه ای الهام گرفته شده از الهه یونانی نیکه است که توسط مجسمه‌ساز برجسته لهستانی «کاژیمیش گوستاف زِموا» طراحی شده‌است و یک جایزه نقدی هم دارد که در حال حاضر ۱۰۰٬۰۰۰ زلوتی لهستان است. (معادل ۲۵٬۰۰۰ دلار آمریکا).
علاوه بر جایزه اصلی هیئت داوران، یک جایزه بینندگان هم وجود دارد که بر اساس نتیجه نظرسنجی و رای‌گیری توسط گازتا ویبورچا در مورد هفت نامزد نهایی رسمی تعیین و اعطا می‌شود. تا کنون فقط در ۷ دوره انتخاب نهایی مردم و هیئت منصفه یکسان بوده‌است (۲۰۰۰، ۲۰۰۱، ۲۰۰۴، ۲۰۱۵، ۲۰۱۸، ۲۰۱۹ و ۲۰۲۱). ۲ تن از برندگان جایزهٔ نیکه بعدها برندهٔ جایزه نوبل ادبیات شده‌اند: چسواو میوش (۱۹۸۰) و اولگا توکارچوک (۲۰۱۸). همچنین توکارچوک و میسواف میشلیفسکی تنها نویسندگانی تا کنون هستند که ۲ مرتبه این جایزه ادبی را برده‌اند.